# 科诗特软件
科诗特软件，全稱深圳科诗特软件有限责任公司，曾用名深圳光宇天成互动软件有限公司，簡稱天成互动，是一家總部位於中國大陸深圳市南山區高新技术产业园的電子遊戲開發商，主要開發網絡遊戲。

## 歷史
光宇國際集團在2003年開始關注網絡娛樂業，在經過一年的考察之後，在2004年成立運營和開發遊戲的子公司。深圳光宇天成互动软件有限公司，簡稱「天成互动」為光宇國際集團的遊戲開發子公司，位於深圳市南山區佳利泰大厦，主要開發網絡遊戲。天成互动初期有40人，90%成員為開發人員，许振东任公司總經理，张睿任開發總監，公司的定位是「最具活力的原创游戏制作企业」，第一個開發項目為《创世Online》，並計劃在5年內推出五款中等規模以上的作品。2005年12月1日，天成互动在成都成立分公司，主要負責遊戲的美術工作。
2008年，光宇國際集團打算剝離電子遊戲業務，讓遊戲業務重組為「光宇网络」在中國大陸的A股市場上市。為此天成互动進行重組並改名為「深圳科诗特软件有限责任公司」，簡稱「科诗特软件」，大部分股份轉移到光宇國際集團創始人宋殿权之子宋洋手上，科诗特软件也全資擁有光宇华夏。受到2008年金融危機影響，上市計劃終止。目前，科诗特软件和光宇华夏為光宇网络全資子公司，由光宇國際集團間接持有。

## 開發遊戲
| 遊戲名稱              | 運營日期       | 停運日期      | 備註          |
| --------------------- | -------------- | ------------- | ------------- |
| 《創世Online》        | 2009年9月28日  | 2015年9月     | [ 11 ] [ 12 ] |
| 《創世Online2》       | 2016年5月20日  | 已經停運      | [ 13 ]        |
| 《神道三国》          | 2017年11月17日 | 2018年4月17日 | [ 14 ] [ 15 ] |
| 《創世Online2重製版》 | 開發中         |               | [ 16 ]        |
| 《天道三国》          | 開發中         |               | [ 16 ]        |